# Savriddin Navruzov
Savriddin Navruzov (ur. 14 października 1983) – uzbecki zapaśnik walczący w stylu klasycznym. Brązowy medal na mistrzostwach Azji w 2001.